# Silangxiang (ort i Kina, Shaanxi, lat 33,31, long 107,56)
Silangxiang är en ort i Kina. Den ligger i provinsen Shaanxi, i den nordvästra delen av landet, omkring 160 kilometer sydväst om provinshuvudstaden Xi'an. Antalet invånare är 8 283. Befolkningen består av 3 892 kvinnor och 4 391 män. Barn under 15 år utgör 17,0 %, vuxna 15-64 år 71 %, och äldre över 65 år 11,0 %.
Runt Silangxiang är det ganska tätbefolkat, med 111 invånare per kvadratkilometer. Närmaste större samhälle är Yangzhou, 10,0 km söder om Silangxiang. Trakten runt Silangxiang består till största delen av jordbruksmark.
Genomsnittlig årsnederbörd är 1 052 millimeter. Den regnigaste månaden är juli, med i genomsnitt 222 mm nederbörd, och den torraste är december, med 2 mm nederbörd.